# Herrenhaus Hohen Luckow

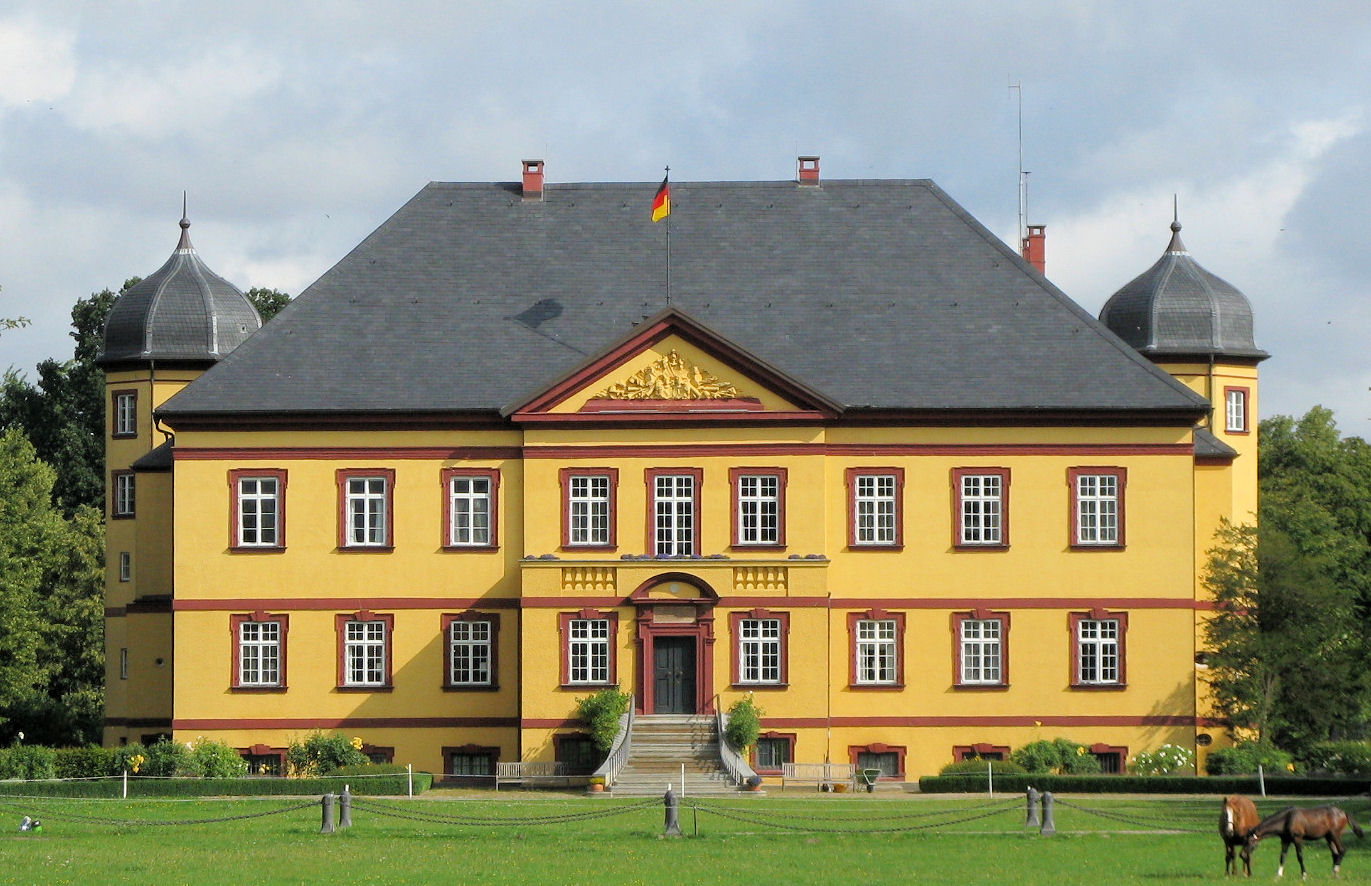
Herrenhaus auf dem Gut Hohen Luckow

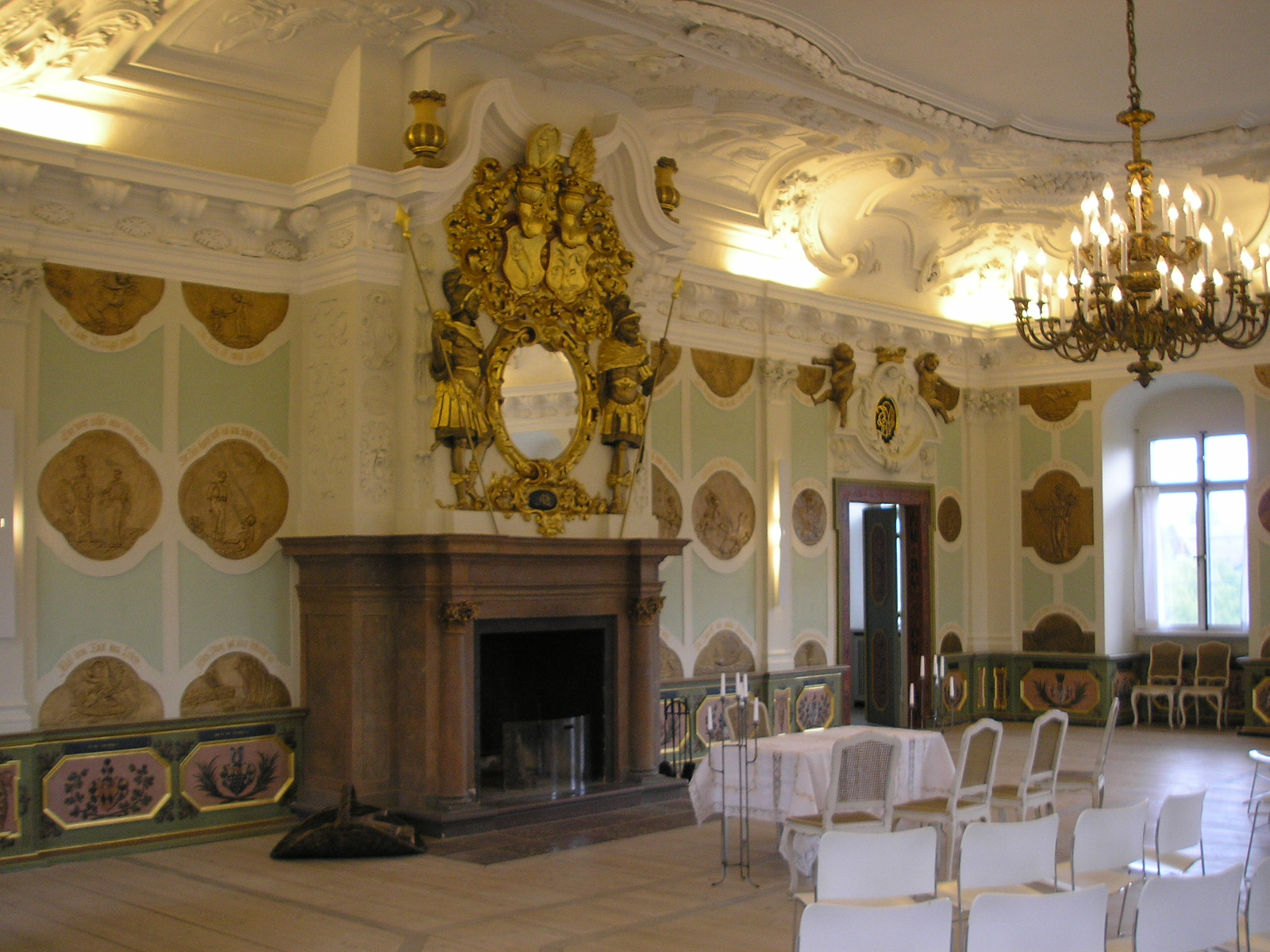
Der Rittersaal im Herrenhaus

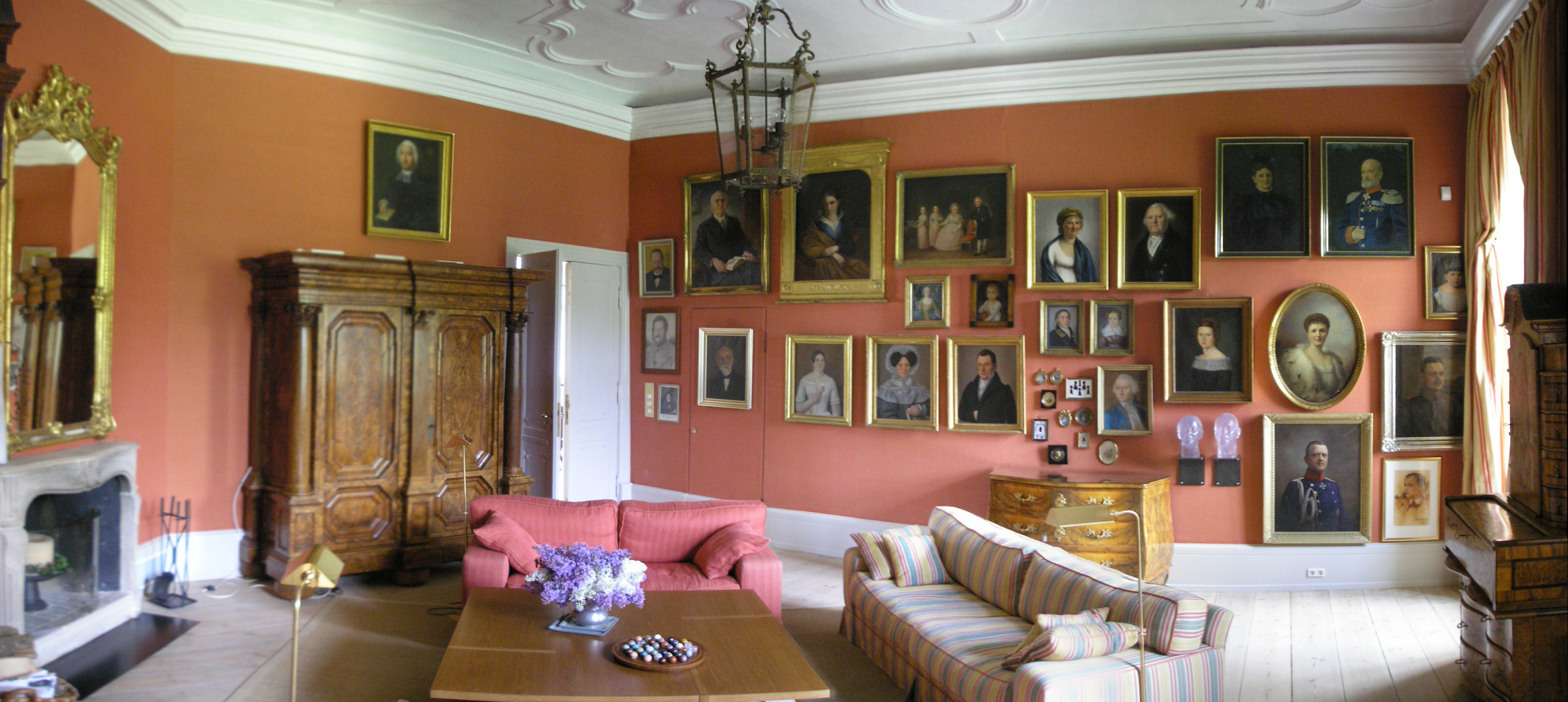
Der rote Salon im Herrenhaus

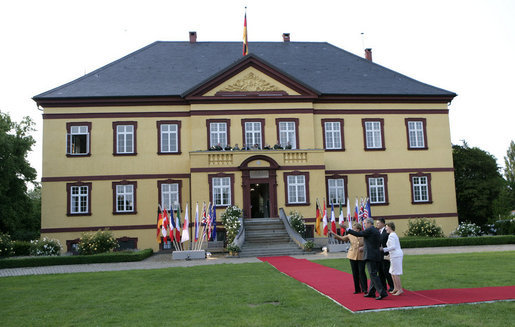
Angela Merkel und George W. Bush während des G8-Gipfels

Das Herrenhaus Hohen Luckow ist ein Herrenhaus im Ort Hohen Luckow des Ortsteils Bölkow in der Gemeinde Satow in Mecklenburg-Vorpommern. Der gesamte Komplex besteht neben dem Herrenhaus aus Wirtschaftsgebäuden, dem Landschaftspark und den umliegenden Ländereien.

## Geschichte

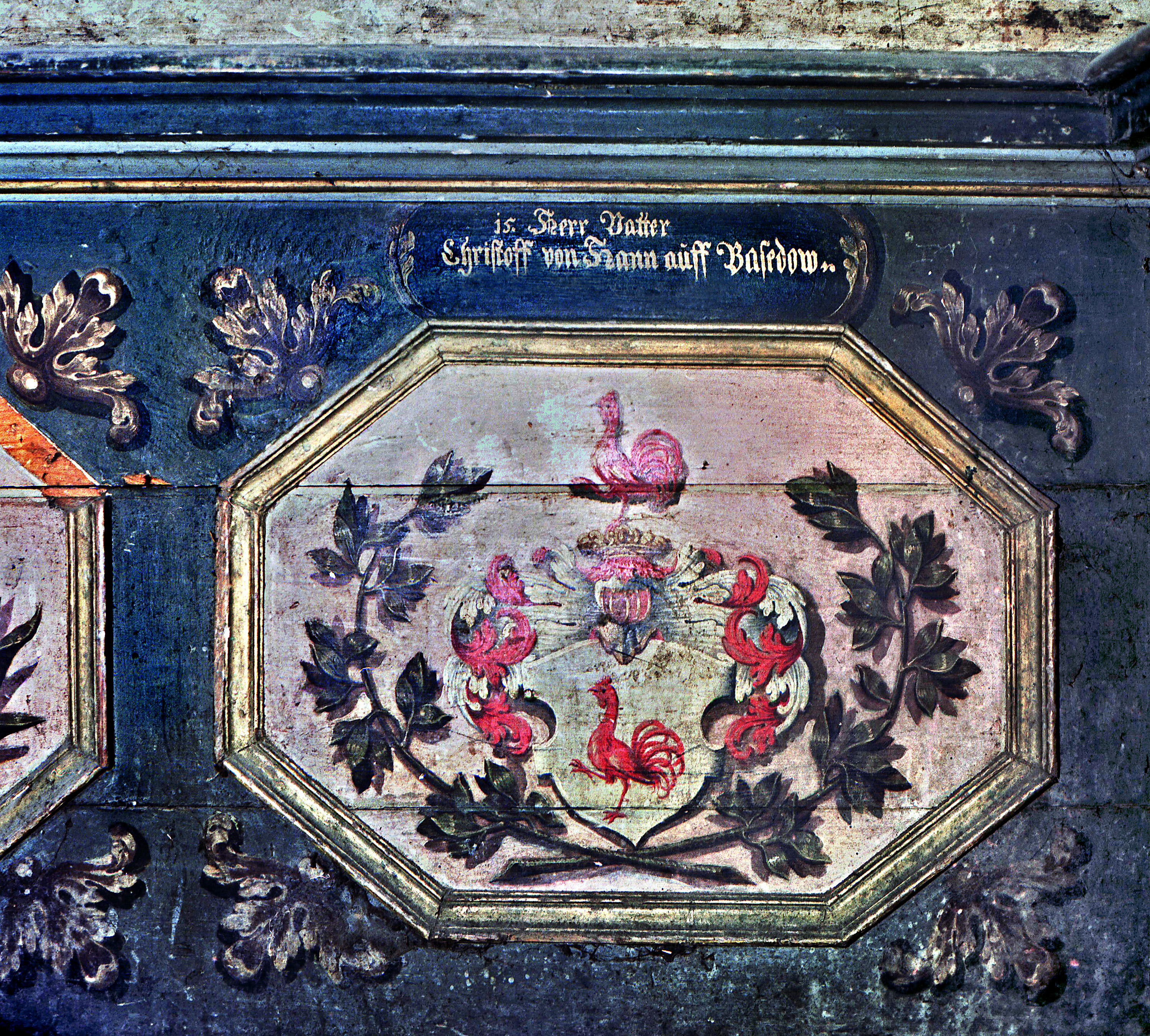
Wappentafel im Rittersaal (Zust. 1987)

Das Gut Hohen Luckow befand sich seit dem späten Mittelalter bis 1810 im Besitz der Familie von Bassewitz. Das heutige Herrenhaus wurde 1707 von Christoph von Bassewitz erbaut. Der Große Saal ist mit den farbigen Wappen seiner 32 Urururgroßeltern geschmückt. Nach seinem Tod erbte sein Vetter dritten Grades Detlof Hans von Bassewitz Hohen Luckow und übernahm die Bezahlung der auf dem Gut lastenden Schulden sowie die Auszahlung an die Verwandten. Zuvor hatte er bereits von seinem Vetter ersten Grades Adolf Friedrich von Bassewitz u. a. die Güter Bibow, Jarchow, Holldorf und Neuhof geerbt.
Ab 1810 wechselte das Gut mehrfach den Besitzer, bis es ab 1840 in den Besitz der Familie von Brocken überging, beginnend mit dem mecklenburgischen Domänenrat Georg Philipp von Brocken. Er war verheiratet mit Sophie von Schmidt. Die Tochter Louise heiratete auf Hohen-Luckow 1853 den Gutsbesitzer und Erbschenk Arthur von Landsberg. Erbe wurde der Sohn Georg von Brocken (1828–1891), Ehrenritter des Johanniterordens und auch Herr auf Schloss Dobbin als Nebengut. Berühmtes (angeheiratetes) Mitglied dieser Familie war Carl-Friedrich von Langen. Dieser war mit Christa, geborene von Brocken (* 1892; † 1975), verheiratet und gewann 1928 olympisches Gold im Dressurreiten. Das Paar wurde im Folgejahr geschieden. Das Gut war bis 1918 ein Lehngut und gehörte zur Ritterschaft im Bezirk des ritterschaftlichen Amtes Bukow bei Bad Doberan im Großherzogtum Mecklenburg-Schwerin. Im Jahre 1888 betrug die zugehörige landwirtschaftliche Fläche 1.072 Hektar, und es gab 4 bäuerliche Besitzhöfe in Erbpacht und eine Mühle auf dem Gut. Damit gehörte das Gut zu den größten landwirtschaftlichen Betrieben des Landes. 1896 bestätigen sich die Daten zur Besitzesgröße. Von der Zeit kurz vor der großen Wirtschaftskrise veröffentlicht das letztmals amtlich publizierte Güter-Adressbuch Mecklenburg die Gesamtgröße von 1000 ha. Davon waren 56 ha Waldfläche. Schwerpunkt des Gutsbetriebes war die intensive Schweinezucht und eine sehr große Schafsviehwirtschaft mit 710 Tieren in den Ställen. Es gab eine eigene landwirtschaftliche Betriebs-Krankenkasse. Seit 1918 gehörte das Besitztum im Erbgang Christa Freifrau von Langen, geborene von Brocken, namentlich in der v. Brocken`sche Hauswirtschaft organisiert. Die Gutsbesitzerin wählte als Hauptwohnsitz bis nach 1941 das Herrenhaus in Pötenitz. Sie lebte nach der Bodenreform in Bayern.
1945 wurde der Besitz enteignet und mit der Umwandlung zu einem volkseigenen Gut verstaatlicht. Das Herrenhaus war das Verwaltungsgebäude des Gutes. Das Gut bewirtschaftete mit 265 Angestellten in dieser Zeit 2.400 Hektar Nutzfläche, dazu große Bestände von Kühen, Mastrindern, Mastschweinen, Schafen und Pferden. Nach der Wende ging der Besitz 1994 wieder in Privatbesitz über. Der Boden um das Gutshaus ist sehr fruchtbar und wird landwirtschaftlich genutzt. Gutseigen sind etwa 800 Hektar Ackerland, wobei durch Hinzupachtung eine wesentlich größere Fläche bewirtschaftet wird. Der Schwerpunkt der Landwirtschaft liegt auf Milchproduktion und Ackerbau.
Schon zu DDR-Zeiten stand das Haus unter Denkmalschutz und wurde aufwendig mit Staatsmitteln restauriert. Diese Arbeiten wurden nach der Wende fortgesetzt. Das Herrenhaus ist bekannt für seinen Rittersaal und wird für Veranstaltungen, so auch von den Festspielen Mecklenburg-Vorpommern, genutzt. Einige Zimmer des Herrenhauses können gemietet werden.
1994 erwarb der Unternehmer Adolf Merckle das Gut und ließ es aufwendig restaurieren.

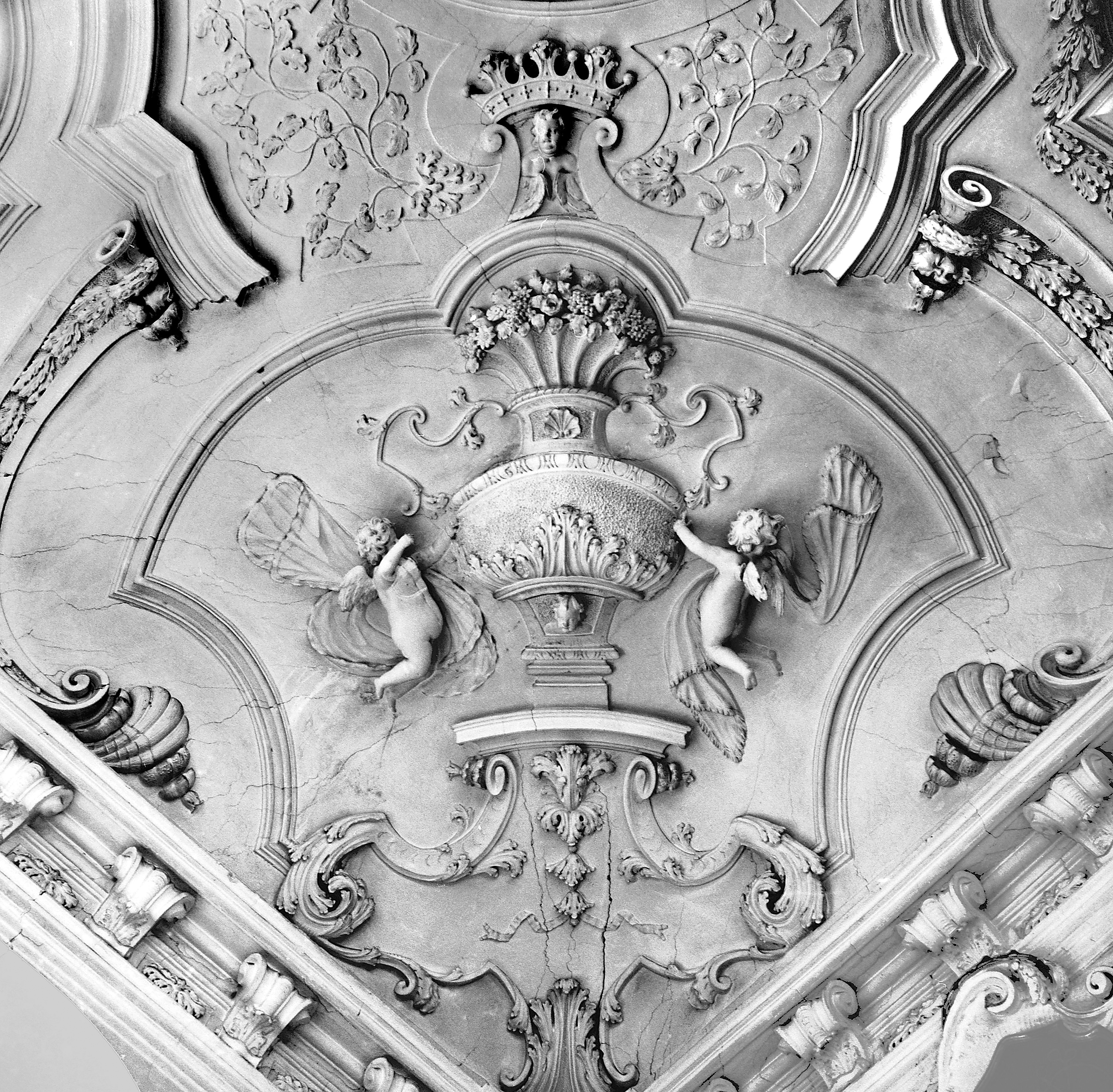
Stuckdecke im Rittersaal (Zust. 1987)

Adolf Merckle übernahm gemeinsam mit seiner Ehefrau Ruth und ihrer Nichte Karin Holland gleichzeitig das zu dem Gut gehörende Kirchenpatronat über die Hohen Luckower Kirche und restaurierten das Gotteshaus. Nach der Trockenlegung und Sanierung des spätgotischen Backsteinbaus wurden der barocke Kanzelaltar aus dem Jahre 1712 und der Taufengel aus dieser Zeit in den Jahren 1997 bis 1998 restauriert.
Gemeinsam mit ihrem Ehemann Joachim Walther hat Karin Holland das Gut seit 1994 von ihren Verwandten, der Unternehmerfamilie Merckle, gepachtet und bewirtschaftet seitdem den landwirtschaftlichen Betrieb.
Am 6. Juni 2007 fand anlässlich des G8-Gipfels in Heiligendamm (siehe auch Gruppe der Acht) im Rittersaal ein informelles Abendessen statt. Anwesend waren die Staats- und Regierungschefs von Deutschland Angela Merkel, Frankreich Nicolas Sarkozy, Italien Romano Prodi, Japan Shinzō Abe, Kanada Stephen Harper, Russland Wladimir Putin, der Vereinigten Staaten George W. Bush und des Vereinigten Königreichs Tony Blair, sowie der Präsident der Europäischen Kommission José Manuel Barroso.

## Herrenhaus und Park
Das zweigeschossige, ockerfarbene Herrenhaus ist im barocken Stil erbaut, die zwei Ecktürme wurden im 19. Jahrhundert hinzugefügt. Das Herz des Hauses ist der Rittersaal im zweiten Stockwerk. Die Decke ist mit üppigem Stuck dekoriert. Der Stuck wurde von Clerici nach Entwürfen von Karl Maria Pozzi installiert. An der einen Seite des Saales dominiert ein großer, vergoldeter Kamin. An den Wänden sind Wandvertäfelungen mit den Familienwappen der Vorfahren der Erbauer angebracht. Allegorische Darstellungen in Stuckmedaillons schmücken die Wände. Die Entschlüsselung dieser Bilder war in der Entstehungszeit ein beliebtes Gesellschaftsspiel.
Der Park ist sehr weitläufig und war ursprünglich im barocken Stil angelegt, wurde später aber zu einem englischen Landschaftspark umgewandelt.